# Kuhberg (Saig)
Der Kuhberg ist eine Anhöhe südlich von Lenzkirch-Saig im Schwarzwald mit einer Höhe von 1000,4 m ü. NHN.

## Lage und Beschreibung
Der nördliche, vom Dorfzentrum Saig aus einsehbare Teil besteht aus Wiesland, der südliche Teil dagegen ist bewaldet, die Kuppel markiert die Waldgrenze. Am höchsten Punkt befindet sich ein Spielplatz für Kinder und eine im Jahre 2015 ausgebesserte Schutzhütte, die 2024 einem Neubau wich. Die Hütte wird auch vom Kindergarten Saig bei ihren Waldtagen benutzt.

## Wintersport
Für den Wintersport hat es per 2025 am Kuhberg ein Skilift und zwei Skipisten. Der Skilift ist ein 400 Meter langer Schlepplift, der von Saig aus gesehen sich auf der rechten Seite befindet. Dieser wurde 2009 nach einem Schaden modernisiert. Die am Kuhberg installierte Flutlichtanlage ermöglicht das abendliche Skifahren am Freitag, früher auch am Samstag.
Auf der linken Kuhbergseite befand sich in den 2010er-Jahren ein Seillift (sogenannter Babylift). Zu den Anlagen gehörte zu dieser Zeit auch eine Snowtubing-Piste samt Seillift, der am Gegenhang hinauf zum Zinken Hof verlief.
| Kuhberglifte        |       |                |                  |            |
| Lift                | Länge | Höhendifferenz | Höhe Bergstation | Status     |
| Großer Kuhberglift  | 400 m | 80 m           | ca. 995 m        | Läuft      |
| Kleiner Kuhberglift | 300 m | 35 m           | ca. 990 m        | demontiert |
| Snowtubing-Lift     | k. A. | k. A.          | ca. 970 m        | demontiert |